# Riforma di Clistene
La riforma di Clistene consistette in una serie di modifiche apportate da Clistene alle istituzioni della polis di Atene nel 508-507 a.C.; questa riforma contribuì a un avvicinamento della politica ateniese alla democrazia, avvicinamento che venne poi consolidato da Pericle.

## Modifiche attuate da Clistene

### Istituzione della boulé
Fondamentale è che Clistene nel 508 a.C. fece entrare in vigore la boulé (o bulé) o Assemblea dei Cinquecento, un'assemblea costituzionale, composta da 500 membri, 50 per tribù. Le funzioni di questo organo erano di:
- controllare l'opera degli arconti
- valutare le proposte legislative
- vigilare sulla sicurezza della polis
- gestire le finanze pubbliche
- controllare l'esercito e le relazioni estere.

È importante anche ricordare che Atene, pur vedendo il sorgere di nuovi regimi politici sempre più democratici, non realizzò una democrazia matura, poiché solo i maschi ateniesi adulti (ossia la minoranza delle persone) potevano partecipare alla vita politica, mentre le donne, gli schiavi e gli stranieri non godevano minimamente di questo diritto.

### Modifica della struttura tribale
Clistene attuò la sua riforma nel 508 a.C. Innanzitutto modificò radicalmente il sistema tribale ateniese, dividendo lo stato in dieci tribù territoriali, allo scopo di eliminare i vecchi gruppi di potere che monopolizzavano da tempo la vita politica ateniese e, come afferma Aristotele nella Costituzione degli Ateniesi, al fine di "mescolare la popolazione" (Ar., Ath. pol., XXI, 3). 
Clistene divise il territorio della regione dell'Attica in tre vaste zone: area urbana, fascia costiera ed entroterra. Naturalmente a ogni ambiente corrispondeva una diversa attività economica o di produzione, a seconda anche delle risorse di cui si disponeva nel territorio.
Divise a sua volta l'intero territorio attico in trenta circoscrizioni, dette trittìe, accorpate in 10 tribù (3 distretti o trittie per ogni tribù, comprendenti tutte e tre le zone: urbana, costiera ed entroterra).
Molto importante è che ogni anno a turno una delle tribù eleggeva l'arconte, cioè un capo militare che escogitasse un efficace piano di difesa dagli attacchi nemici nel territorio.
Le quattro tribù originarie, di carattere genetico (Argadei, Egicorei, Geleonti, Opleti), rimasero soltanto per fini religioso/sacrali, ma vennero sostituite da dieci tribù chiamate con i nomi di 10 eroi locali, sorteggiati dalla Pizia su una lista di 100; i nomi delle tribù sono i seguenti:
- Eretteide I,
- Egeide II,
- Pandionide III,
- Leontide IV,
- Acamantide V,
- Eneide (od Oineide) VI,
- Cecropide VII,
- Ippotontide VIII,
- Aiantide IX,
- Antiochide X;

Ciascuna di esse era divisa in tre grandi distretti chiamati trittie ognuno dei quali comprendeva tre gruppi di demi, scelti in maniera tale da rappresentare le tre regioni dell'Attica, ovvero l'entroterra (Mesogea), la costa (Paralia) e la città (asty) per un totale di 30 distretti, ripartiti in demi.
Nel 306 alle 10 tribù originarie furono aggiunte l'Antigonide e la Demetriade, poi unificate nell'Attalide (201 a.C.) e si aggiunsero la Tolemaide (228 a.C.) e la Adrianide (125 d.C.).
Il demo alla base della suddivisione territoriale era un piccolo distretto che contrassegnava la provenienza di ogni cittadino, che era infatti identificato tramite il nome proprio, quello del padre e quello del demo di nascita o di residenza. 
I demi erano raggruppati in trittie a prescindere dalla continuità territoriale, in maniera tale, ad esempio, che ad una stessa trittia potessero appartenere demi distanti anche decine di chilometri tra di loro.
Lo stesso principio valeva per gli altri due tipi di trittie, che erano formate da demi della mesogea e demi della città.
La tribù era concepita come un grande distretto elettorale, in base al quale si eleggevano sia i magistrati sia i membri del consiglio legislativo (boulé). 
La maniera in cui era costituita realizzava lo scopo precisato da Aristotele di mescolare la popolazione, spezzando i vecchi privilegi legati alla ricchezza e alla nobiltà di nascita, dato che in ogni tribù erano inseriti insieme gli abitanti delle montagne, generalmente i più poveri tra i cittadini, gli abitanti della costa, che si identificavano con le classi medie della borghesia commerciale, e gli abitanti della fascia mediana, mesogea, tra cui spiccavano i grandi ricchi legati alle risorse terriere. Ricchi, poveri e classi medie erano così mescolati insieme a formare un unico collegio elettorale, capace di esprimere l'interesse generale e non fini particolaristici di pochi individui. 
Il fatto che le 10 tribù comprendessero demi situati in diverse zone dell'Attica permise inoltre di spezzare le fazioni legate al territorio, la cui lotta aveva permesso l'affermarsi della tirannide di Pisistrato.
Ciascuna delle dieci tribù forniva un reggimento, detto "taxis" di opliti e uno squadrone, detto "ipparchia" di cavalleria, e costituiva la base elettorale per la scelta di uno dei dieci strateghi e di uno dei dieci membri del collegio degli arconti, nonché degli altri magistrati minori.
Alle tribù era inoltre collegato il nuovo organo di governo, la boulé dei Cinquecento, che sostituì il vecchio organo creato da Solone, il Consiglio dei Quattrocento. La Boulé era composta da dieci pritanie, una per ogni tribù, ciascuna composta da cinquanta membri, che duravano in carica a turno per la decima parte di un anno ed erano eletti da ogni tribù. A capo di ogni pritania veniva scelto quotidianamente un presidente (epistate), che presiedeva i lavori dell'assemblea e della Boulé dove decidevano se approvare o meno le leggi.

### Introduzione del sorteggio
Il sistema democratico predisposto da Clistene era perfezionato dalla tecnica del sorteggio, con cui venivano designati i magistrati e i buleuti: si riteneva infatti che solo la scelta lasciata al caso garantisse la completa imparzialità dell'organismo politico. Per evitare che persone chiaramente incompetenti occupassero posti di responsabilità il collegio degli strateghi era sottratto al sorteggio e i dieci membri venivano eletti dall'assemblea generale della popolazione, in maniera tale che entrasse ogni anno in carica uno stratega per tribù. Nel caso del collegio degli arconti il sistema prevedeva un doppio passaggio: le dieci tribù proponevano una lista di candidati estratti a sorte e tra questi l'assemblea sceglieva gli arconti, sempre uno per tribù.

### Costituzione
Per quanto riguarda il sistema istituzionale, nella costituzione di Clistene l'assemblea generale di tutti i cittadini, l'ecclesia, occupa un ruolo preminente: si riunisce in seduta ordinaria quattro volte al mese e ha pieni poteri legislativi, limitati solo dal principio che niente possa essere discusso che prima non sia stato presentato dalla boulé. L'iter legislativo prevedeva infatti che la boulé presentasse un progetto di legge all'assemblea, che aveva il potere di accoglierlo, modificarlo o rigettarlo del tutto. In caso di modifiche, il testo tornava alla boulé per una nuova formulazione. L'assemblea eleggeva i magistrati o curava il loro sorteggio; amministrava il sorteggio dei membri della boulé; gestiva le finanze; dirigeva la politica estera dello stato; dichiarava lo stato di guerra.
La boulé, organo rappresentativo di cinquecento membri, dava inizio all'iter della formazione delle leggi, controllava l'operato dei magistrati, chiamandoli a dare il rendiconto del loro operato, curava gli affari quotidiani, essendo perennemente in seduta.
Clistene assegnava inoltre al collegio dell'Areopago (Consiglio degli anziani), costituito dagli arconti usciti di carica, importanti compiti di controllo sull'operato di tutti gli altri organi dello stato, più una serie di competenze, anche giudiziarie, che Aristotele definisce "aggiunte" (Ar., Ath. pol. XXV, 2), ma che non specifica. Il collegio, che ha natura aristocratica, essendo costituito da membri con carica vitalizia, sembra rivestire una funzione di garanzia dell'organismo costituzionale, tanto che alla fine del V secolo la costituzione di Clistene sarà sentita meno democratica di quella di Efialte e Pericle e più vicina a quella di Solone.

### Introduzione dell'ostracismo
Risale alla riforma costituzionale di Clistene l'introduzione della procedura dell'ostracismo, in base alla quale l'assemblea generale, convocata nella sesta pritania, decideva l'eventuale esilio decennale di uno dei suoi membri - ritenuto pericoloso per la città - su proposta di un cittadino. Il nome conferito all'istituzione deriva dal coccio (in greco ostrakon), sul quale i votanti scrivevano il nome dell'accusato durante una delle sessioni dell'ecclesia appositamente dedicata, alla quale dovevano partecipare almeno seimila cittadini. In seguito l'ostracismo venne utilizzato per scopi meno nobili e diventò una delle armi più sfruttate nelle lotte tra le diverse fazioni.
Gli strateghi in seguito erano eletti dall'ecclesia, era la carica più importante con funzioni militari all'inizio e in seguito di governo.